# Jérôme Lignano
Jérôme Lignano, né à Gênes, mort en 1588, est un moine chartreux, qui fut prieur de Grande Chartreuse et ministre général de l'ordre des Chartreux qui refondit les statuts de l'ordre.

## Biographie
Jérôme Lignano fait profession à la chartreuse de Milan et est nommé, quelques années après, prieur de la maison de Bologne. 
À la mort du Révérend Père Dom Carasse, quelques religieux forment le projet de faire transférer le général de l'ordre dans la chartreuse de Pavie.  A la tête du complot se trouve Dom Matthias Cortin, profès de Paris, vicaire de la Grande Chartreuse. Il fait tout pour faire nommer un italien, comme général, et son choix tombe sur Dom Jérôme Lignano. Il intrigue auprès des religieux de Chartreuse en faveur de son candidat. Malgré ses démarches et ses conseils, la majorité des suffrages de la communauté se porte sur un prieur français, Dom Jean de L'Ecluse. Sous l'influence de Dom Cortin, Dom Jean Boette, profès de Bourg-Fontaine, prieur de Saint-Hugon, et Dom Fiacre Billard, profès de Paris, docteur de Sorbonne, prieur d'Aillon, qui président à l'élection, prétextent des vices de forme et demandent un second tour de scrutin. Dom Lignano réunit les suffrages, et les deux présidents confirment l'élection. Ne pouvant se rendre tout de suite à la Grande Chartreuse, à cause d'une grave maladie qui le retient à Bologne,Jérôme Lignano nomme comme vicaire général de l'ordre, l'auteur de son élévation au généralat, Dom Mathias Cortin. Le projet des conspirateurs est connu, les religieux sont indignés, et lorsque le chapitre général de 1588 se réunit, Dom Lignano,  se démet de ses fonctions et demande à retourner dans la chartreuse de Bologne, ce qui lui est accordé. Lorsqu'il retourne en Italie, après la tenue du chapitre général. Dom Lignano meurt au village d'Épernay, près d'Entremont-le-Vieux, en Savoie, à quelques lieues de la Grande Chartreuse. Ramené au couvent, il est enterré dans le cimetière réservé aux généraux.